# Outspot
Outspot is een Belgische flashdeal-website waar zowel producten als reizen aangeboden worden aan voordelige prijzen. 
De website is actief in 13 verschillende landen en heeft elke dag meer dan 100.000 bezoekers.

## Geschiedenis
Outspot werd in 2008 opgericht door de broers Thomas en Stefan Van Overbeke.. Aanvankelijk werden enkel reizen en belevenissen aangeboden. Ze begonnen met het concept van een groepsaankoop: door grote hoeveelheden in te kopen en deze in campagnevorm tegelijkertijd aan veel gebruikers aan te bieden, kan een korting ten opzichte van de normale prijs worden verkregen.
Sinds 2011 biedt Outspot ook producten aan, die worden aangeboden door partners. Sinds 2015 verkoopt Outspot ook eigen producten.
Het hoofdkantoor is gevestigd in het dorp Sint-Martens-Latem. Outspot heeft ongeveer 25 werknemers. Het bedrijf wordt geleid door Stefan Van Overbeke. BNP Paribas investeerde in 2017 in Outspot en werd zo aandeelhouder. In 2021 deed Integra Private Equity hetzelfde.

## Werking
De website wordt twee keer per dag aangevuld met deals, waarvoor eveneens een nieuwsbrief wordt verstuurd. De aanbiedingen variëren van culinaire stedentrips naar Frankrijk of Nederland tot keukengereedschappen en sieraden. 

## Prijzen
Outspot heeft diverse prijzen gewonnen, waaronder de “Public Award Recreation & Leisure” bij de Becommerce Awards in 2016  en 2017, en de “The Platform Award” in 2022 .

## Overnames
Outspot nam de voorbije jaren verschillende bedrijven over:
- 2012: Promocity[8], Coolcoups[9] en Gosharethis[10]
- 2015: Groupolitan[11]
- 2019: OneDayFly [12]
- 2020: DealDigger [13]
- 2021: Woohoodeal, Dealbanana, Dealert, 6Deals [14]  en Groupalia[15]
- 2022: Mequedouno, DealPatrol en Trendcorner[14]
- 2023: Interdit au Public [16]
- 2024: Elkedagietsleuks [17]